# The Promise (film 2016)
The Promise è un film del 2016 diretto da Terry George, con protagonisti Oscar Isaac, Charlotte Le Bon e Christian Bale.
La pellicola narra di un triangolo sentimentale tra un giornalista statunitense residente a Parigi, un brillante studente di medicina armeno e la bella Ana, con sullo sfondo la tragedia del genocidio armeno.

## Trama
1914: Mikael Boghosian è un farmacista che vive nel piccolo villaggio armeno di Siroun nella parte sud-est della Turchia, all'interno dell'Impero Ottomano. Per contribuire a pagare le spese per la facoltà di medicina, promette di sposare Maral, la figlia di un vicino benestante, ricevendo in dote 400 monete d'oro. Questo gli permette di recarsi a Costantinopoli e frequentare la Scuola Imperiale di Medicina.
Lì fa amicizia con Emre, figlio di un alto funzionario ottomano e, attraverso il suo ricco zio, Mikael incontra anche Ana Khesarian, una donna armena cresciuta a Parigi, che è coinvolta con un giornalista americano dell'Associated Press, Chris Myers. Mikael si innamora di Ana proprio quando le tensioni internazionali iniziano a salire con lo scoppio della prima guerra mondiale. Mikael riesce temporaneamente a evitare la coscrizione nell'esercito ottomano attraverso un'esenzione per studenti di medicina con l'aiuto di Emre. Quando Mikael cerca di salvare suo zio dalla prigione durante le retate del 24 aprile 1915, viene arrestato e mandato in un campo di lavoro, mentre Emre viene arruolato.
Mikael alla fine fugge dal campo. Tornando al suo villaggio, scopre che i cittadini di origine turca si sono violentemente rivoltati contro i loro concittadini di origine armena. I suoi genitori, e in particolare sua madre, lo convincono a sposare Maral e cercare rifugio in una remota baita di montagna, dove presto rimane incinta. Una gravidanza difficile porta Mikael a riportare la moglie alle cure della madre nel villaggio. Lì apprende che Ana e Christopher si trovano in una vicina struttura della Croce Rossa e va a cercare il loro aiuto per la sua famiglia per sfuggire all'imminente minaccia turca.
Partendo dalla missione con un gruppo di orfani, tornano a Siroun per recuperare la famiglia di Mikael. Lungo la strada, tuttavia, incontrano un luogo di massacro e diventa chiaro che tutti gli abitanti di Siroun, compresa la famiglia di Mikael, tranne sua madre, sono stati uccisi dalle truppe ottomane. La moglie di Mikael viene trovata morta con il loro bambino non ancora nato. Chris viene catturato dai soldati ottomani e rimandato a Costantinopoli, accusato di essere una spia delle potenze alleate e, mentre è detenuto alla caserma di Selimiye, in cui è prevista l'esecuzione da parte delle autorità; con l'aiuto di Emre e per l'intercessione dell'ambasciatore americano Henry Morgenthau, Chris viene rilasciato e deportato a Malta dove poi si imbarcherà sull'incrociatore francese Guichen. Emre, intanto, viene scoperto nell'aiutare Chris e viene giustiziato dal plotone di esecuzione.
Mentre sono in fuga Mikael, Ana e gli orfani si uniscono a un folto gruppo di rifugiati determinati a combattere l'esercito ottomano sul monte Musa Dagh. Mentre respingono ripetuti attacchi, la madre di Mikael soccombe alle sue ferite e viene sepolta sulla montagna. I rifugiati resistono abbastanza a lungo da fuggire mentre il Guichen arriva per evacuarli. Ma mentre le scialuppe di salvataggio tornano sulla nave, uno sbarramento di artiglieria turca getta in mare Ana che annega.
In una voce fuori campo, Mikael racconta di essersi stabilito a Watertown, nel Massachusetts, mentre Chris era stato ucciso nella guerra civile spagnola nel 1938.

## Produzione
Il budget del film è stato di 100 milioni di dollari.
Le riprese del film sono iniziate nell'autunno 2015 in Portogallo e sono poi proseguite nelle isole Canarie. Tra maggio e giugno 2016 vengono effettuati dei re-shoot a New York.

## Promozione
Il primo trailer del film viene diffuso il 9 settembre 2016.

## Distribuzione
La pellicola è stata presentata al Toronto International Film Festival l'11 settembre 2016 e distribuita poi nelle sale cinematografiche statunitensi a partire dal 22 aprile 2017.

## Riconoscimenti
- 2018 - Satellite Award[5]
  - Candidatura per la miglior canzone originale (The Promise)

## Controversie
Trattando un tema controverso e spigoloso come il genocidio degli armeni, la pellicola ha attirato su di sé operazioni di trolling e di voti negativi, forse da parte di gruppi nazionalisti turchi. Hollywood Reporter ha notato che la pagina del film sul sito Internet Movie Database è stato inondato da migliaia di voti ad una stella, il voto minimo, già a partire dalla presentazione avvenuta al Toronto International Film Festival, così da abbassare il rating del film.